# Moskwitsch-408
Der Moskwitsch-408 (russisch Москвич-408) ist ein Personenwagen des sowjetischen Herstellers Moskowski Sawod Malolitraschnych Awtomobilej (kurz MZMA, ab 1968 AZLK für Awtomobilny Sawod imeni Leninskowo Komsomola, bekannt durch die Verwendung des Markennamens Moskwitsch), der von 1964 bis 1975 in Serie gebaut wurde. Er ist der Nachfolger des Moskwitsch-403, für den MZMA bereits die Bodengruppe des Moskwitsch-408 verwendete. Ab 1967 wurde parallel der Moskwitsch-412 gefertigt, der sich hauptsächlich durch einen stärkeren Motor unterschied.
Unter der Bezeichnung Moskwitsch-426 (russisch Москвич-426) wurde ab 1967 eine Version als Kombi gebaut, der Moskwitsch-433 ist ein geschlossener Kastenwagen. Letzterer wurde ab 1966 produziert.

## Fahrzeuggeschichte

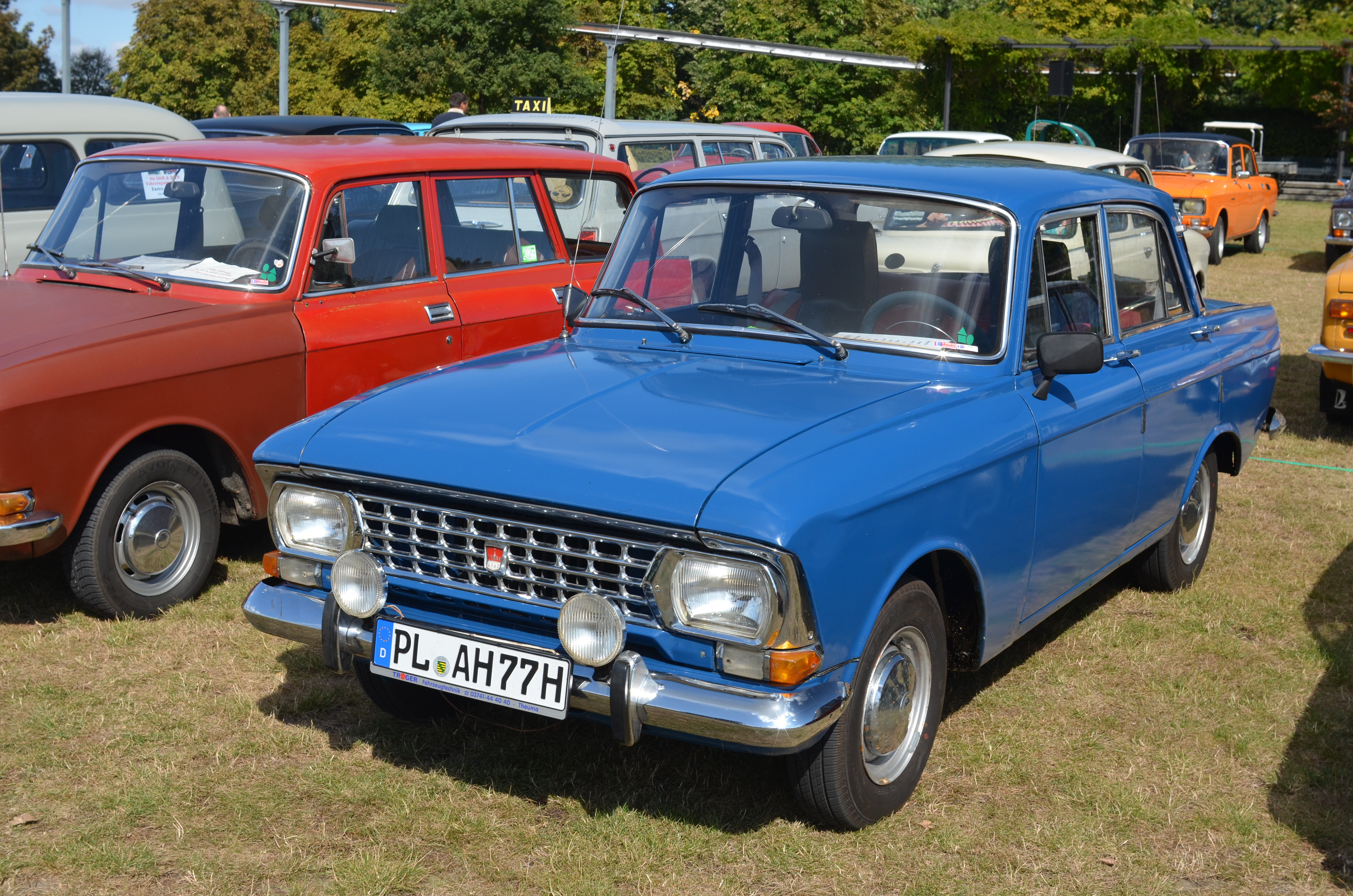
Moskwitsch-408 der zweiten Generation (2012)

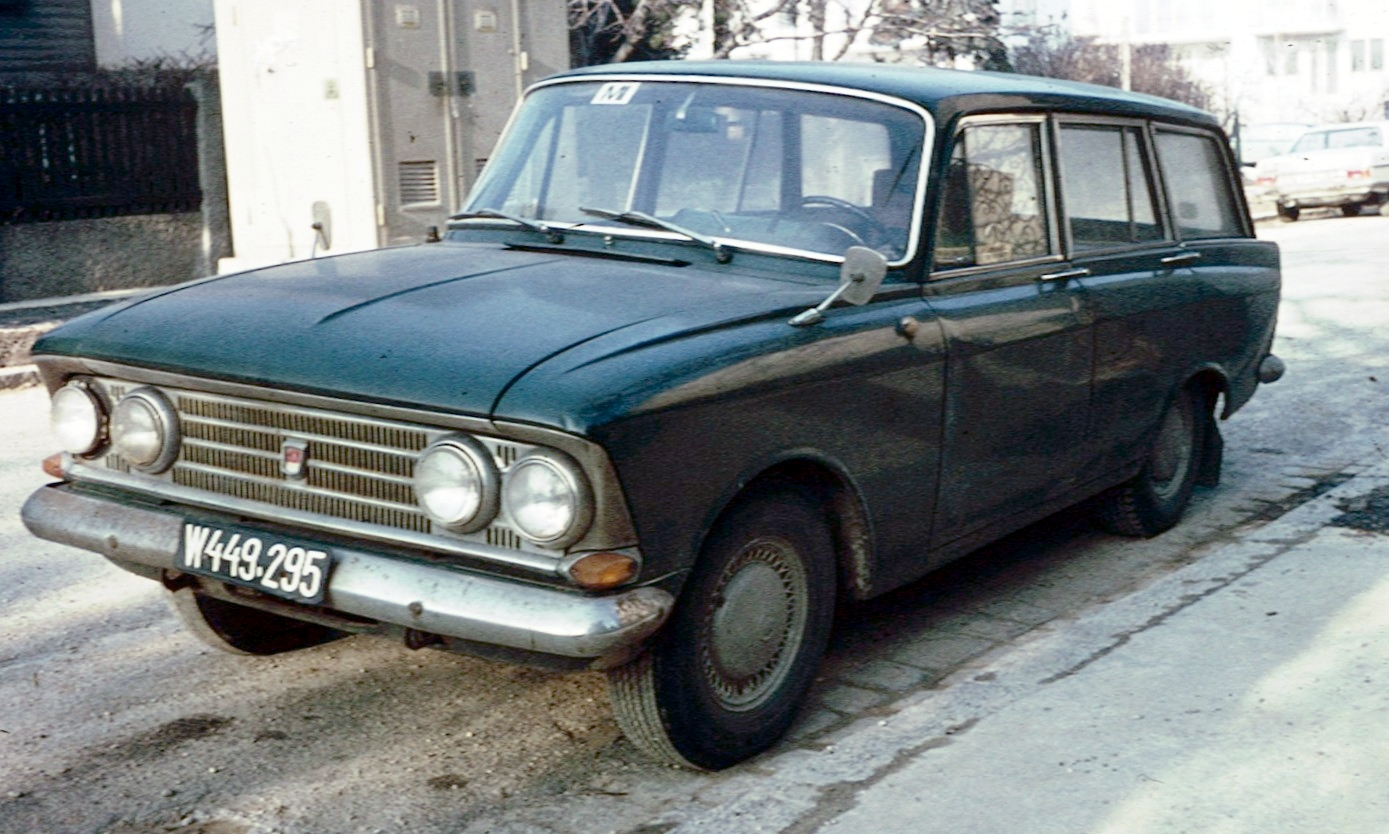
Kombi Moskwitsch-426 in Wien (etwa 1974)

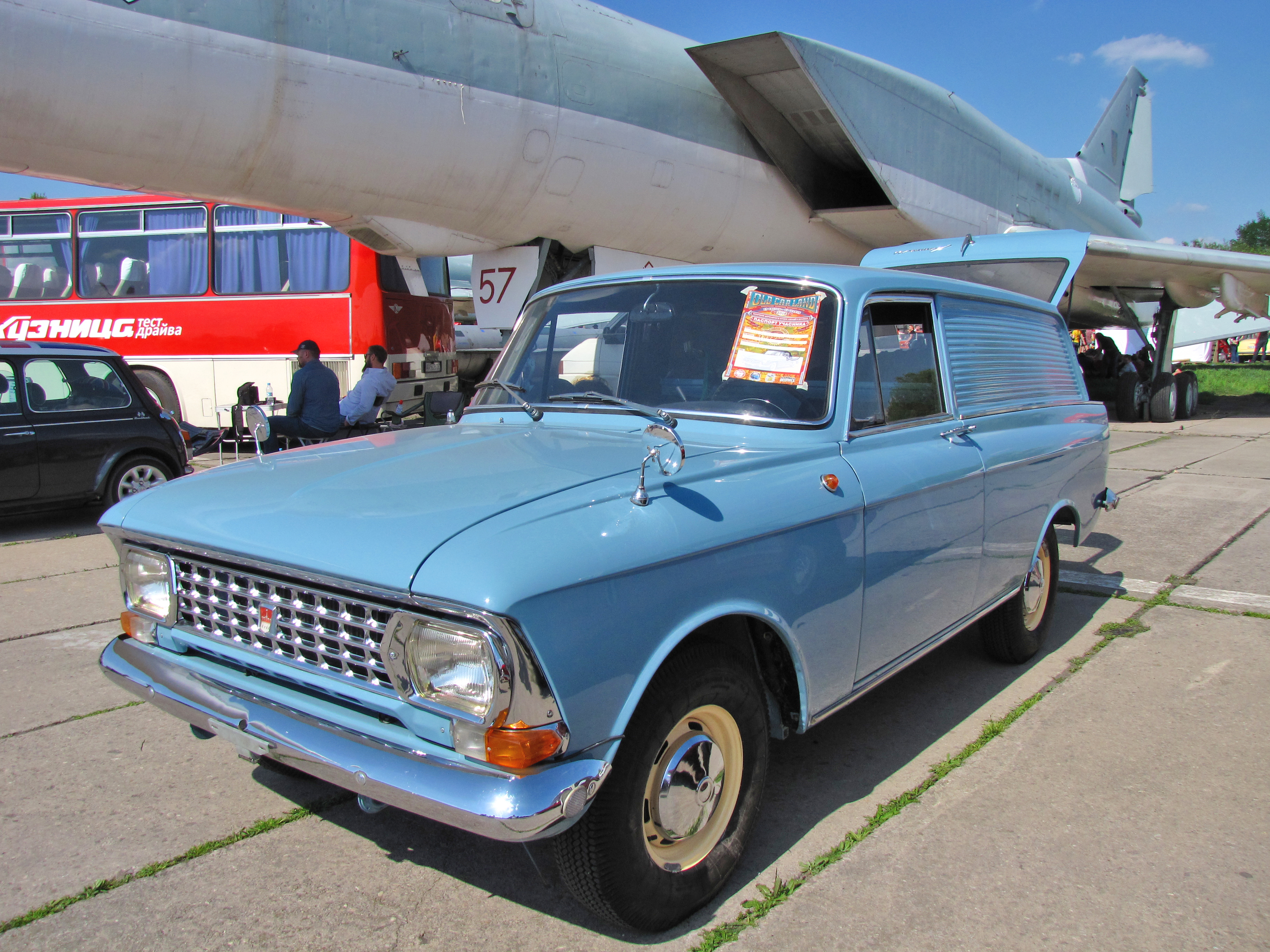
Kastenwagen Moskwitsch-433 (2018)

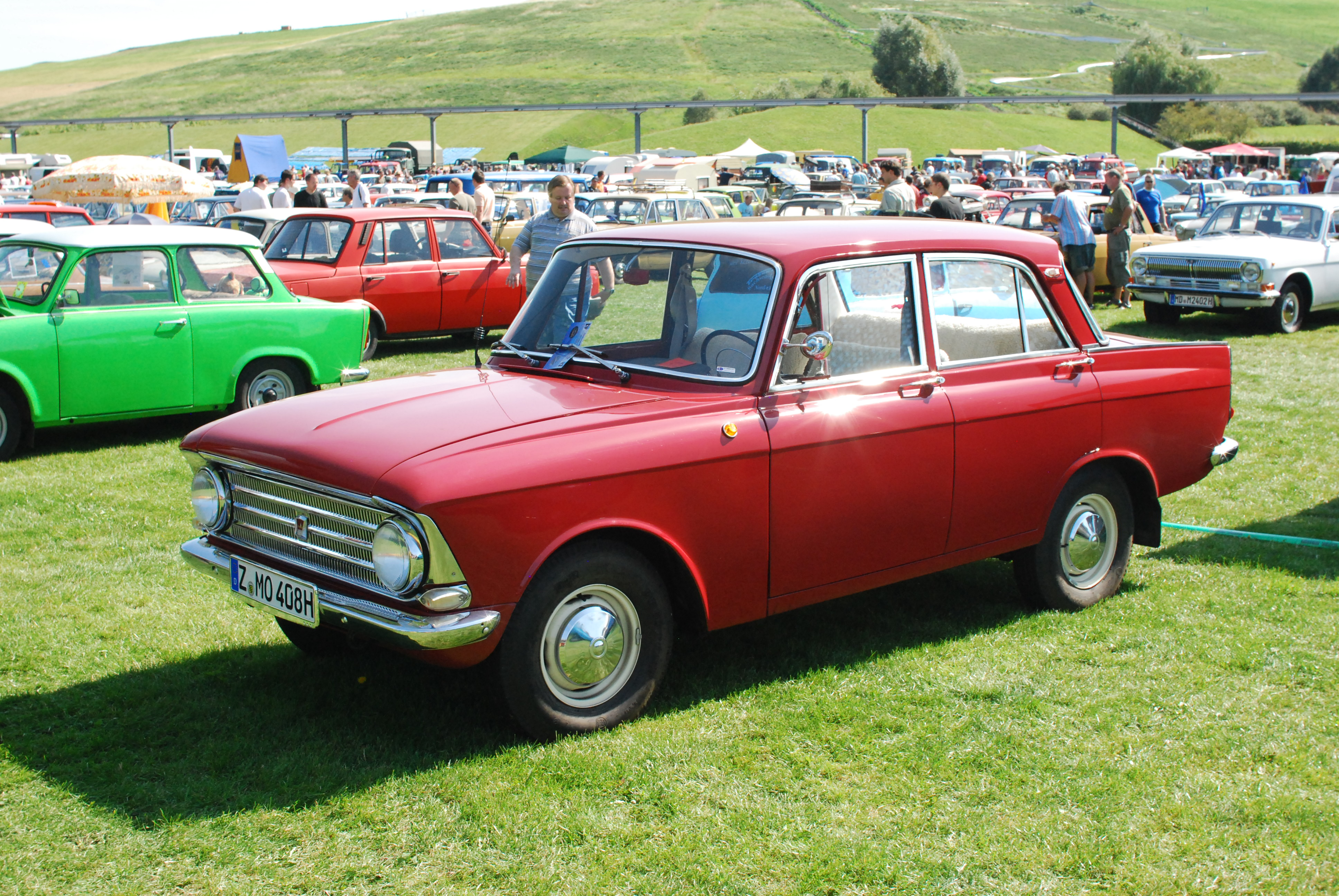
Moskwitsch-408 der ersten Serie (2011)

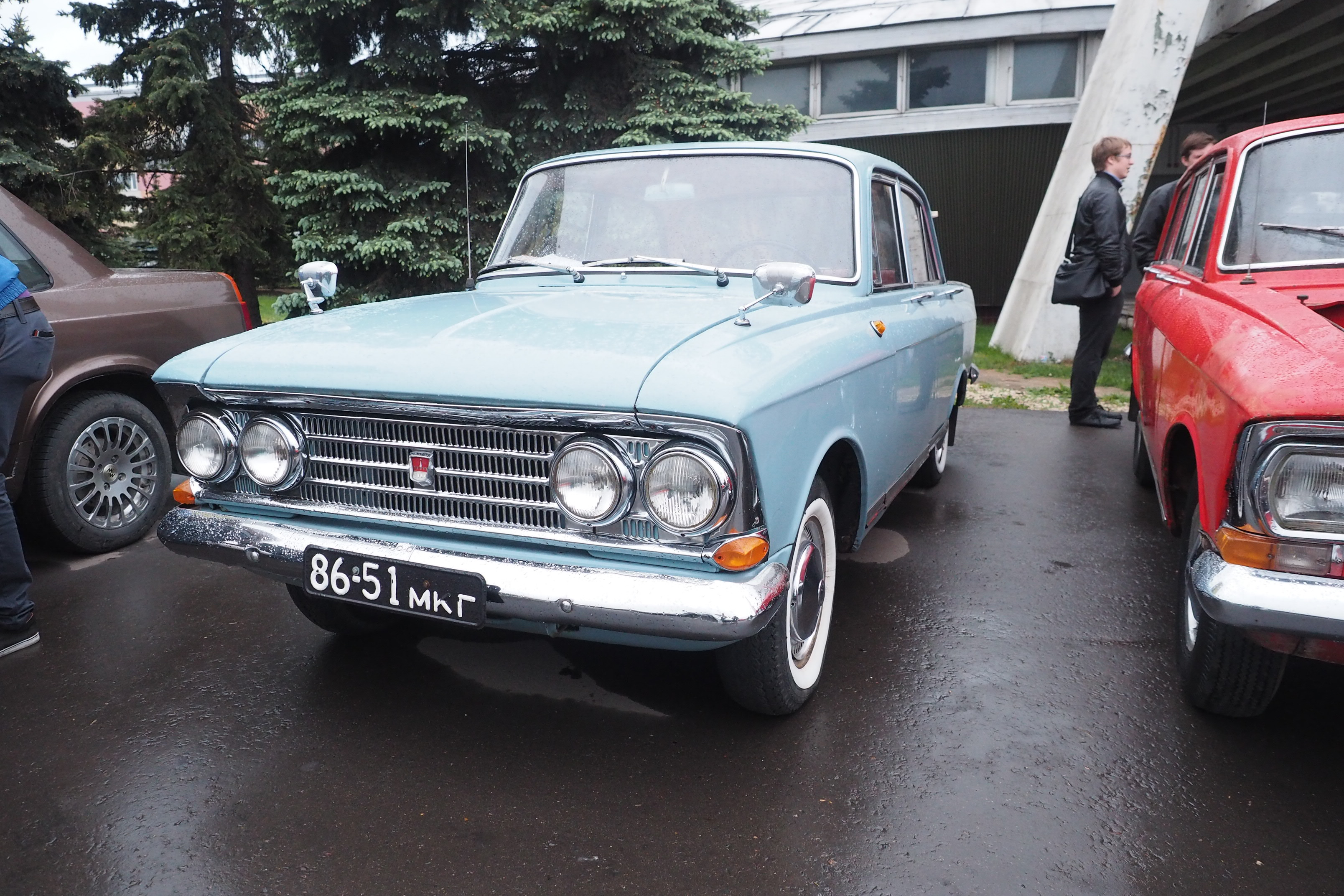
Die Exportversion Moskwitsch-408IE mit Doppelscheinwerfern und mehr Chromteilen (2016)

Die Entwicklung des Moskwitsch-408 begann im Jahr 1959. Die Prototypen unterschieden sich äußerlich noch vom späteren Serienfahrzeug. Gegenüber dem Vorgänger Moskwitsch-403 erhielt der Pkw eine neue Karosserie. Auch das Fahrwerk wurde überarbeitet. Seine Entwicklung war jedoch zeitig abgeschlossen, so dass es beim Moskwitsch-403 bereits verwendet wurde. Die Serienproduktion begann im September 1964. Bei seiner Präsentation in der DDR löste er Ende 1964 reges Interesse aus. Aufgrund der  ästhetisch wie technologisch gelungenen Gestaltung wurde er von der Fachpresse als bestkarosserierter Serienwagen aller sozialistischen Länder eingeschätzt.
Beim Moskwitsch-408 gab es einige technische Neuerungen. Bremsanlage und Motor wurden überarbeitet. Die Motorhaube wird nun nach vorne geöffnet. Das Fahrzeug erhielt in den ersten Jahren eine Lenkradschaltung und vorne eine durchgehende Sitzbank mit verstellbarer Rückenlehne. Später wurde eine Knüppelschaltung eingebaut, entsprechend gab es vorne zwei getrennte Sitze. Einzelsitze wurden ab 1968 verwendet, sowie eine Parkleuchte an den C-Säulen.
Beginnend 1967 wurde das Fahrzeug an das Design und die Technik des Moskwitsch-412 angepasst. Die erste Karosserie, in die gleichermaßen beide Motoren eingebaut werden konnten, war Nummer 199706 und lief am 17. Oktober 1967 vom Band. Bereits am 18. Mai des gleichen Jahres wurde das 1-millionste Fahrzeug der Firmengeschichte gebaut, ein Moskwitsch-408.
Im Oktober 1968 wechselte der Hersteller den Namen von MZMA zu AZLK. Optisch überarbeitet wurde das Fahrzeug 1969. Spätestens ab diesem Zeitpunkt gebaute Modelle lassen sich von außen nicht mehr vom Moskwitsch-412 unterscheiden, lediglich die Motorisierung der beiden Typen war unterschiedlich. Zu erkennen sind diese Autos an den rechteckigen Frontscheinwerfern (identisch mit denen des Wartburg 353) und dem Kühlergrill mit größerer Rechteckstruktur. Die Produktion der zweiten Serie wurde im Dezember 1975 zu Gunsten des Moskwitsch-2138 eingestellt.

## Export
Der Moskwitsch-408 war ein wichtiges Exportgut. Zeitweise wurden mehr als 55 % der Produktion des Werks in Moskau exportiert. Dabei ging das Fahrzeug nicht nur an sozialistische Länder wie die DDR, sondern auch ins westliche Ausland. Besonders verbreitet war er dabei in Finnland, Norwegen, Schweden, Dänemark, Island, Belgien, Niederlande, Luxemburg und Österreich. In Skandinavien wurde er als Moskwitsch Carat verkauft, in Frankreich und anderen europäischen Ländern als Moskwitsch Elite 1360. Die Namensänderung wurde auch deshalb vorgenommen, weil Peugeot ein ähnliches Nummernschema benutzte. Die exportierten Fahrzeuge wurden nicht selten auf Dieselmotoren umgerüstet. Für den westeuropäischen Markt wurde ein Montagewerk durch Scaldia in Belgien errichtet. Dort wurden Moskwitsch-408 auch direkt ab Werk mit einem Dieselmotor ausgerüstet. Ab 1967 wurde der Wagen auch in die Bundesrepublik Deutschland exportiert und hatte im Vergleich zu Konkurrenzmodellen eine gute Serienausstattung.

## Zweigwerke
Zwischen 1966 und 1967 wurde der Moskwitsch auch im Ischmasch-Werk in Ischewsk gebaut. Dort wurde er aber bereits nach einem Jahr Produktion durch den stärkeren Moskwitsch-412 ersetzt. In Bulgarien gab es in der Stadt Lowetsch zudem zwischen 1966 und 1975 eine Lizenzfertigung, vom Moskwitsch-408 entstanden dort 8816 Exemplare. Später wurde dort die Fertigung mit dem Moskwitsch-2138 fortgesetzt, zumindest um 1977 handelte es sich lediglich um ein Montagewerk.

## Modellvarianten
Vom Moskwitsch-408 wurden verschiedene Versionen gebaut, auch einige Prototypen gab es auf Basis dieses Fahrzeugs.
- Moskwitsch-408 – Grundmodell mit Limousinenkarosserie, gebaut von 1964 bis 1975.
- Moskwitsch-408IE – Grundmodell mit Limousinenkarosserie, für den Export.
- Moskwitsch-408Ju – Grundmodell mit Limousinenkarosserie, für den Export in Länder mit tropischem Klima.
- Moskwitsch-408B – Wie die Grundversion, allerdings wurden alle Steuerelemente so umgerüstet, dass sie für Personen mit körperlicher Behinderung geeignet sind (Handsteuerung).
- Moskwitsch-408M – Zum Transport von medizinischem Personal und Material, zum Beispiel um Hausbesuche bei Patienten durchzuführen.
- Moskwitsch-408P – Exportausführung als Rechtslenker.
- Moskwitsch-408T – Modell, speziell als Taxi ausgerüstet und lackiert.
- Moskwitsch-426 – Ab 1967 gebaute Version als viertüriger Kombi.
- Moskwitsch-426P – Viertüriger Kombi für den Export, rechtsgelenkt.
- Moskwitsch-433 – Ab 1966 gebaute Version als geschlossener Kastenwagen mit lediglich zwei Türen.
- Moskwitsch-433P – Kastenwagen in Exportausführung als Rechtslenker.
- Moskwitsch-408-Tourist – Prototyp als Grand Tourismo, nie in Serie gebaut. 2+2-Sitzer, Cabriolet mit Hardtop.[14]

## Technische Daten
Für die Limousine Moskwitsch-408, soweit bekannt.
- Motor: Vierzylinder-Ottomotor
- Motortyp: MZMA-408
- Leistung: 50 PS (37 kW) bei 4750 min−1
- Hubraum: 1358 cm³
- Bohrung: 76 mm
- Hub: 75 mm
- Verdichtung: 7,0:1
- Drehmoment: 91 Nm bei 2750 min−1
- Vergaser: Doppelfallstromvergaser in Registeranordnung[15]
- Treibstoff: Benzin mit (mindestens) 76 Oktan
- Verbrauch: 8 bis 10 l/100 km
- Getriebe: handgeschaltetes Viergang-Getriebe mit Rückwärtsgang, erster Gang unsynchronisiert
- Höchstgeschwindigkeit: 120 km/h
- Beschleunigung: von 0 auf 80 km/h in 17,2 s
- Antriebsformel: 4×2 (Hinterradantrieb)

Abmessungen und Gewicht
- Länge: 4090 mm
- Breite: 1550 mm
- Höhe: 1440 mm
- Radstand: 2400 mm
- Spurweite vorne: 1237 mm
- Spurweite hinten: 1227 mm
- Bodenfreiheit: 178 mm
- Wendekreis: 10 m
- Reifendimension: 6,00–13″
- Leergewicht: 990 kg (Kombi: 1055 kg, Kastenwagen: 1005 kg)
- zulässiges Gesamtgewicht: 1330 kg (Kombi: 1455 kg, Kastenwagen: 1560 kg)
- Achslast vorne: 640 kg
- Achslast hinten: 690 kg

## Testberichte
Im Testbericht der KFT stellten sich ein durchschnittlicher Verbrauch von 10,4 l/100 km und eine Höchstgeschwindigkeit von 127 km/h ein. Die anfangs sehr positiv bewertete Linienführung wurde nun im Jahr 1966 zurückhaltender als zwar gefällig, aber nicht sachlich-modern eingeschätzt. Kritisiert wurden unter anderem die hohe Leermasse, die lauten Motorgeräusche im Innenraum und die Eigenbewegungen der konstruktiv veralteten Hinterachse.
Das KTA der DDR schloss aus umfangreichen Erfahrungen und Kundenrückmeldungen, dass der Moskwitsch-408 ein polarisierendes Fahrzeug sei. Neben der formschönen Karosserie, guten Eigenschaften auf schlechter Fahrbahn und wirksamem Heizungs- und Lüftungssystem wurde er von vielen Kunden auch für die mögliche „schaltfaule“ Fahrweise geschätzt. Jedoch wurde festgehalten, dass sich der Moskwitsch-408 aufgrund des veralteten Fahrwerks, des relativ trägen Motors und der hohen Leermasse nicht für sportliche Fahrweise eignet. Gehäuft wurde das Fahrzeug von Kunden zudem wegen schlechten Kalt- und Warmstartverhaltens sowie für hohe Fahrzeuggeräusche einschließlich der von der Hinterachse ausgehenden Geräusche kritisiert. Die Verarbeitungsqualität der Neuwagen war insgesamt unbefriedigend und erforderte Nacharbeiten und besonders sorgfältige Durchsichten. Der Motor entfaltete nur bei sachgemäßer Absolvierung der ungewöhnlich langen Einlaufphase von etwa 10.000 km seine volle Leistung.
Bereits an Neuwagen war die Einstellung der Hypoid-Achsgetriebe mitunter fehlerhaft, was zu sogenannten „Achsheulern“ und vorzeitigem Verschleiß führte. Die Instandsetzung wurde überdies durch fehlende oder nicht exakte Einstellmarkierungen erschwert, häufig kam es auch zu Problemen am Achsantrieb, die durch ungeeignete Ölsorten verursacht wurden.